# Parkermavella punctigera
Parkermavella punctigera är en mossdjursart som först beskrevs av William MacGillivray 1883.  Parkermavella punctigera ingår i släktet Parkermavella och familjen Bitectiporidae. Inga underarter finns listade i Catalogue of Life.